# Uprising (singel Muse)
Uprising – utwór angielskiej grupy rockowej Muse z jej piątego albumu studyjnego, The Resistance. Skomponowany przez wokalistę i gitarzystę formacji, Matthew Bellamy’ego, trafił do sprzedaży 7 września 2009 roku jako główny singel promujący wspomniane wydawnictwo.

## O utworze
Tytuł „Uprising” został ujawniony 3 lipca 2009 roku, gdy zespół za pośrednictwem serwisu Twitter kolejno w godzinnych odstępach czasu aktualizował listę utworów z najnowszej płyty. Singel otwiera ów album i znajduje się przed drugim utworem na trackliście, „Resistance”. Jeszcze przed wydaniem The Resistance francuski serwis JudeBox opisał „Uprising” następująco: Głos Matta Bellamy’ego jest niższy niż zazwyczaj. Pod względem lirycznym to typowy Muse: teorie spiskowe, apokalipsa. Mowa tu o zgromadzeniu, zwycięstwie i tym, że „oni nie będą nami kontrolować”. Dźwięk, chociaż nadal spójny i intensywny, przerywany pasażem syntezatorów. Ogólna struktura kompozycji jest raczej prosta.
Niektóre źródła sugerują podobieństwo utworu do motywu muzycznego z popularnego serialu stacji BBC, Doktor Who.

## Wydanie i notowania
Zanim The Resistance trafiło na sklepowe półki fani Muse przewidywali, iż pierwszym singlem z nowej płyty zostanie utwór „United States of Eurasia”. W lipcu potwierdzono jednak, że będzie nim właśnie „Uprising”. Grupa zagrała singel podczas gali MTV Video Music Awards 2009, a jej występ zapowiedział szkocki aktor Gerard Butler. Radiowa premiera piosenki miała miejsce 3 sierpnia 2009 roku na antenie BBC Radio 1, chociaż już kilka dni wcześniej jej 32-sekundowy fragment „puścił” prezenter tej stacji Zane Lowe. Po jego wydaniu na rynku amerykańskim, „Uprising” zajęło 1. pozycję w notowaniu Billboard Hot Alternative Songs, stając się tym samym szóstym singlem Muse w Top 10 i pierwszym, któremu udało się dotrzeć na sam jego szczyt (znajdował się na nim przez dziewięć tygodni). Co więcej, po raz pierwszy w historii grupy jej utwór znalazł się w notowaniu Billboard Hot 100, osiągając 37. miejsce, bez specjalnej promocji w komercyjnych stacjach radiowych. Na „domowym” podwórku singel również radził sobie bardzo dobrze – uplasował się na 9. pozycji listy UK Singles Chart, stając się czwartym singlem Muse w Top 10 tegoż notowania. Z kolei w zestawieniu Mediabase’s Alternative Rock „Uprising” przewodziło stawce przed trzynaście tygodni z rzędu – jest to najlepszy wynik spośród wszystkich utworów w roku kalendarzowym 2009.

## Teledysk
Klip promujący „Uprising” swoją premierę miał 17 września 2009 roku na antenie MTV2. Jego autorem jest grupa Hydra. Zespół występuje w nim, grając utwór w małym samochodzie ciężarowym przemierzającym ulice miniaturowego miasteczka. W pewnym momencie Matthew Bellamy widząc na ekranie telewizora misie-zabawki tłucze gitarą dzielącą go od niego szybę i sam odbiornik. Następnie z ziemi powstają misie i niszczą owo miasteczko.

## Lista utworów
Kompozytorem wszystkich utworów jest Matthew Bellamy; współautorem „Who Knows Who” jest Mike Skinner.
Digital download
1. „Uprising” – 5:03

Winyl 7" (WEA458)
1. „Uprising” – 5:03
2. „Who Knows Who” (with Mike Skinner) – 3:24

CD single (WEA458CD)
1. „Uprising” – 5:03
2. „Uprising” (Does It Offend You, Yeah? remix) – 4:00

muse.mu download
1. „Uprising” (Live from Teignmouth 04.09.09) – 5:37

Hong Kong Promo CD-R
1. „Intro” – 0:14
2. „Uprising” (Radio Edit) – 4:08

## W wykonaniu innych artystów
21 września 2009 roku australijski duet The Veronicas wykonał na antenie BBC Radio 1 własną wersję „Uprising”, podczas programu Live Lounge.